# Сяоцзы-хоу (царство Цзинь, эпоха Чуньцю)
Цзиньский Сяоцзы-хоу (晉小子侯) – шестнадцатый правитель царства Цзинь в эпоху Чуньцю по имени Цзи Сяоцзы (姬小子) . Сын Ай-хоу. Правил 4 года (708 до н. э. – 705 до н. э.).  Наследовал трон при живом отце, который был взят в плен при военных действиях с объединенными силами города Син-тин и владения Цюй-во.
В 706 г. до н. э. цюйвоский Чэн заманил  Сяоцзы-хоу на свою территорию и там убил его. По приказу чжоуского Хуань-вана (周桓王) на престол царства Цзинь был посажен младший брат Ай-хоу – Хоу-минь. 